# Љубомир Картаљевић
Љубомир Картаљевић (Пирот, 22. јануар 1900 – 22. децембар 1942) био је обућарски радник, као и југословенски и бугарски комунистички активиста.

## Биографија
Љубомир Картаљевић рођен је у скромној, српској староседелачкој породици у Пироту, од оца Сотира који се бавио обућарским занатом. После Првог светског рата задојен комунизмом дезертирао је из војске и пребегао у Бугарску, и настанио у Софији где је отворио обућарску радионицу. Његови родитељи и браћа остали су да живе у Пироту. Поразом у Априлском рату, међуратна Краљевина Југославија доживела је потпуни слом, а сам Пирот потпао је под бугарску окупациону власт. Као члан Бугарске комунистичке партије, Картаљевић почиње често да посећује Пирот, настојећи да успостави сарадњу са локалним левичарима. Из Софије је доносио помоћ за партизанске одреде у Србији у санитетском материјалу, обући, новцу. Бугарска полиција успела је да уђе у траг његовим активностима и да га ухапси, да би га потом војни суд осудио на смртну казну. Децембра 1942. јавно је стрељан на пиротском Пазарском гробљу.
Његов рођени брат Добривоје Картаљевић – Душко Пужа погинуо је као партизански борац свега неколико месеци раније, страдавши од Недићеваца приликом преласка демаркационе линије.
Након рата, име Љубомира Картаљевића носила је фабрика обуће у Пироту.